# Бастраков, Георгий Фёдорович
Гео́ргий Фёдорович Бастрако́в (18 апреля 1917 — 27 января 1944) — участник Великой Отечественной войны, гвардии старший лейтенант, Герой Советского Союза.
«Командир бессмертной роты» — так называли Бастракова его однополчане. На фронте о нём ходили легенды. «Друзья называли его везучим, бойцы — бессмертным», — пишет Гончаров, однополчанин героя.

## Биография
Родился 18 апреля 1917 года в деревне Памаши ныне Новоторъяльского района Марийской АССР в семье крестьянина.
Учился в средней школе, работал в колхозе, зимой — на химическом заводе в Горьковской области.
С 1938 года — в Красной Армии. Окончил школу младших командиров.

## Участие вВеликой Отечественной войне
С первых часов войны Г. Ф. Бастраков в составе 99 стрелковой дивизии участвовал в боях с фашистскими войсками на Юго-Западном фронте. На второй день войны был назначен командиром пулемётного взвода.
После ранения с ноября 1941 года сержант Бастраков оформлен в воздушно-десантные войска. Командовал взводом разведчиков. В начале 1942 года ему присвоено звание младшего лейтенанта.
В феврале 1943 года Г. Ф. Бастраков — командир роты автоматчиков. В октябре 1943 года рота первой ворвалась в село Губин Чернобыльского района Киевской области, а затем отразила 7 контратак противника и удержала занимаемые позиции. Рота Бастракова отбила 27 контратак, уничтожила 113 гитлеровских солдат и офицеров, 7 танков, 5 бронетранспортеров и 4 автомашины. 17 убитых фашистов было на счету командира роты.
Гвардии старшего лейтенанта Г. Ф. Бастракова представили к присвоению звания Героя Советского Союза. Наградной лист подписал командующий 60-й армии генерал И. Д. Черняховский. Так гвардии старший лейтенант стал Героем Советского Союза, а его роту после форсирования Днепра стали называть бессмертной.
Начальник штаба 15-го воздушно-десантного полка гвардии капитан Пахомов писал о нём:

«В последующих боях т. Бастриков с 9 человеками на протяжении 800 метров сдерживал контратакующего противника бессменно 2 суток».

27 января 1944 года в бою у села Лукашовка рота Бастракова уничтожила до 40 фашистских солдат. Командир роты был тяжело ранен, но продолжал вести бой.
«Погиб смертью героя» — сказано в наградном листе.
Похоронен в с. Лукашовка Монастырищенского района Черкасской области. В честь героя центральная улица села названа ул. Бастракова.
На месте гибели героя установлен памятник.

## Память
Имя героя присвоено Куанпамашской средней школы в деревне Куанпамаш Новоторъяльского района. В память о герое на здании школы установлена мемориальная доска. Его имя носит улица в посёлке Новый Торъял.

## Награды
- Герой Советского Союза, 17.10.1943 (в документах фамилия Бастриков[3][5])
- Орден Ленина, 17.07.1942, 17.10.1943.
- Орден Отечественной войны 1-й степени, посмертно.